# ألونسو زامورا
ألونسو زامورا (بالإسبانية: Alonso Zamora)‏ (7 نوفمبر 1991 بغوادالاخارا في المكسيك - ) هو لاعب كرة قدم مكسيكي في مركز الدفاع. لعب مع أتلانتي إف سي وتايجرز أونال ونادي أطلس ونادي تشياباس.

## روابط خارجية
- ألونسو زامورا على موقع قاعدة بيانات كرة القدم.إي يو (الإنجليزية)
- ألونسو زامورا على موقع Soccerway.com (الإنجليزية)
- ألونسو زامورا على موقع AS.com (الإسبانية)